# Тростник
Тростни́к (лат. Phragmítes) — род крупных широко распространённых многолетних травянистых растений семейства Злаки, или Мятликовые (Poaceae).

## Название
Это растение иногда называют словом «камыш», однако Камыш (Scirpus) — это род растений семейства Осоковые (Cyperaceae).
Сахарный тростник — другой род злаков из подсемейства просовых (Panicoideae).

## Ботаническое описание

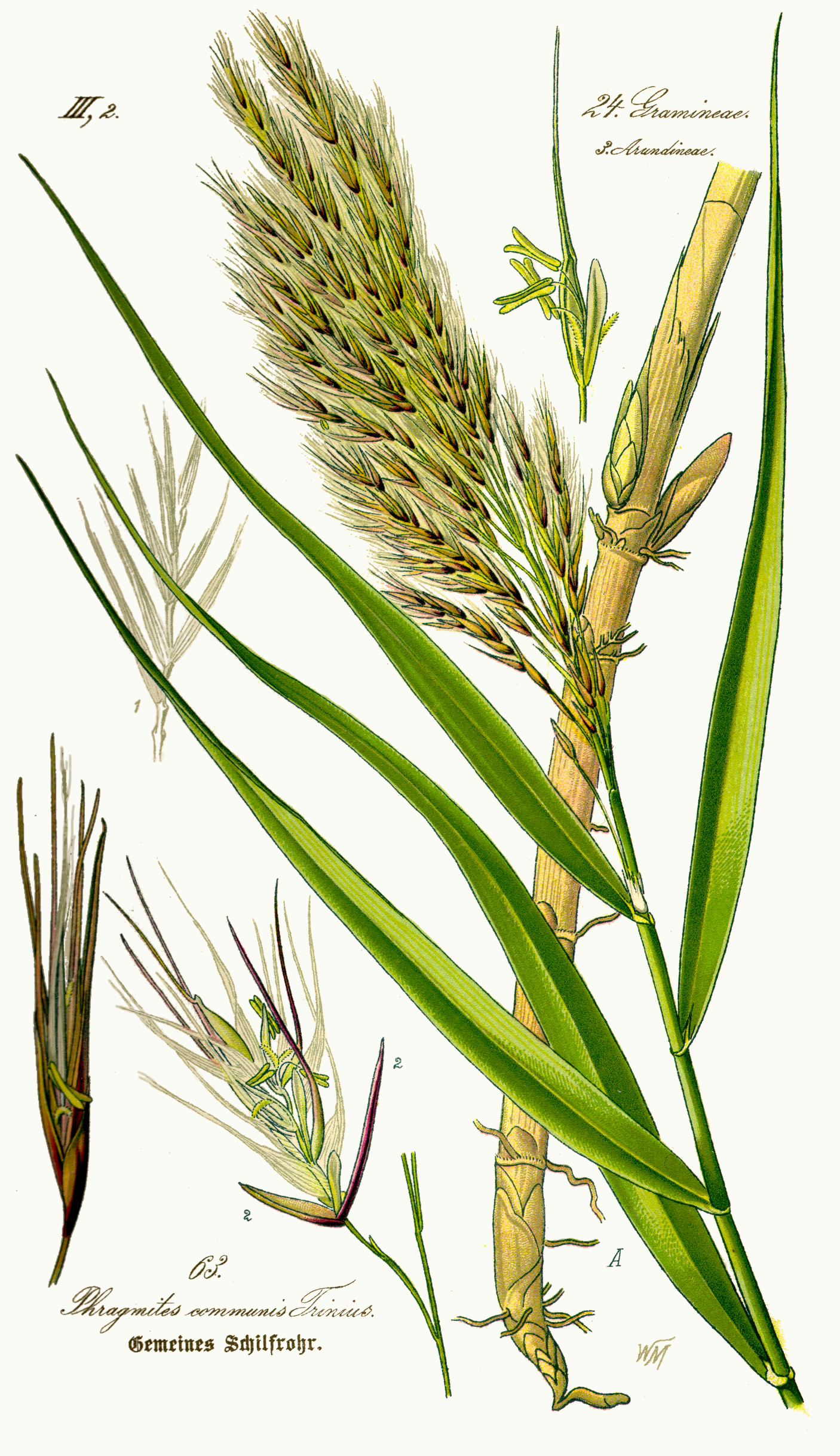
. Ботаническая иллюстрация из книги «Flora von Deutschland », 1885

Крупные многолетние травы с длинными ползучими корневищами. Стебель полый, прочный, высотой до 5 м. Листовые пластинки линейно-ланцетные. Соцветие — густая метёлка.

## Распространение и среда обитания
Образует обширные заросли по берегам и дельтам рек в странах с тёплым и умеренным климатом.
Часто встречается в лесных и лесостепных районах Северного полушария.
Широко распространён на Украине по большим и малым водоёмам. В дельтах Днепра и Дуная ведутся промышленные заготовки тростника обыкновенного.
Влаголюбивое растение, растёт по берегам водоёмов, часто на значительной глубине — до полутора метров, встречается на болотах и заливных лугах, в близости от грунтовых вод в лесах и на солончаках.

## Значение и применение

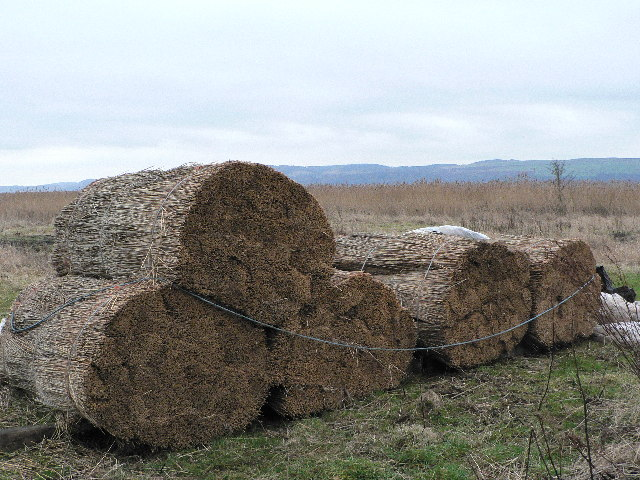
Заготовка тростника в Шотландии

Растение поедается многими видами диких животных (ондатра, нутрия, олень, лось), в естественных условиях обитания является важным компонентом кормовой базы.
Побеги молодого растения идут на корм крупным сельскохозяйственным животным.
Традиционно тростник применялся человеком в строительстве, он шёл на изготовление крыш, устройство изгородей, плетёных стен сараев и кошар, использовался как теплоизоляционный материал и наполнитель (саман).
Из тростника делают плетёные изделия, циновки, некоторые сорта бумаги, тростник может использоваться как топливо, используется для изготовления тростей, духовых музыкальных инструментов.
Особенно ценны корневища тростника. Калорийность может доходить до 260 ккал на сто грамм. Наибольшее количество питательных веществ накапливается в них зимой. Корневища едят сырыми, печеными и вареными. В них до 5 % белка, до 50 % крахмала, 10-15 % углеводов, но очень много клетчатки — до 32 % (по анализу высушенных корневищ). Корневища тростника не раз служили пищевым суррогатом во время тяжелых и длительных неурожаев. Их собирали, высушивали, размалывали в муку и в количестве 80-90 % добавляли к пшеничной и ржаной муке. Несмотря на большое содержание крахмала и наличие сахара, питание тростниковой мукой, очевидно из-за избыточного содержания клетчатки, вызывало болезненные симптомы. Люди опухали, у них отрастали отвисшие животы, в которых испытывалась непрерывная тяжесть и боль. По этой причине, в случае использования тростникового корня в пищу, безопаснее перерабатывать его на крахмал.
Иногда тростник высаживают для укрепления песчаных участков или используют в декоративных целях.

## Виды
Род объединяет не менее четырёх видов:
- Phragmites australis (Cav.) Trin. ex Steud. — Тростник обыкновенный, или Тростник южный
  - [syn.  Phragmites communis Trin.]
  - [syn.  Phragmites longivalvis Steud.]
  - [syn.  Phragmites vulgaris (Lam.) Crép.]
- Phragmites japonicus Steud. — Тростник японский
  - [syn.  Phragmites serotina Kom.]
- Phragmites karka (Retz.) Trin. ex Steud.
  - [syn.  Phragmites roxburghii (Kunth) Steud.]
  - [syn.  Phragmites vallatoria (L.) Veldkamp]
- Phragmites mauritianus Kunth